# Thomas Wilkinson (1831-1887)
Thomas Wilkinson (York, 1º gennaio 1831 – York, 22 settembre 1887) è stato un militare britannico, che nel corso della guerra di Crimea fu decorato con la Victoria Cross a vivente.

## Biografia
Nacque a York il 1 gennaio 1831, figlio di John e Anne Littlewood. Fu battezzato il 4 dicembre 1831 nella chiesa di St. Olave, Marygate, a York. Nel novembre 1850, mentre lavorava come operaio, decise di arruolarsi per 12 anni nel corpo dei Royal Marines, e nel febbraio 1851 fu assegnato come artigliere alla Royal Marine Artillery (RMA). Fu quindi assegnato in servizio sul vascello Britannia, nella quale prestò servizio fino all'ottobre 1854, quando sbarcò a Balaklava, per partecipare alla guerra di Crimea.
Il 7 giugno 1855, durante l'assedio di Sebastopoli, la sua batteria di cannoni era stata protetta da "cannoniere" (cestini di vimini pieni di pietre e terra e sacchi di sabbia). Questi avevano ricevuto un colpo diretto, esponendo il suo cannone al fuoco di artiglieria e dei fucili delle truppe nemiche. Per circa mezz'ora, incurante del fuoco nemico, lavorò per riparare le protezioni e per questo fatto fu proposto dal suo comandante, il colonnello Wesley aiutante generale dei Royal Marines, per l'assegnazione della Victoria Cross. Successivamente salpò da Balaklava nell'ottobre del 1855, sbarcando a Portsmouth il 5 dicembre dove fu immediatamente promosso a bombardiere e nel febbraio 1857 apparve la sua citazione della Victoria Cross sulla "London Gazette". Ricevette l'onorificenza nel giugno dello stesso anno durante una cerimonia tenutasi a Hyde Park alla presenza della regina Vittoria.
Il 14 agosto 1859, a Portsmouth, sposò Elizabeth Holmes, figlia di Charles, un commerciante di cavalli di Itchen Abbas, vicino a Winchester. Più o meno nello stesso periodo si infortunò gravemente a una gamba, e venne posto in congedo il 12 ottobre dello stesso anno.
Tornò immediatamente a York con sua moglie, dove divenne il manager del Rymer's Sand Yard in North Street, poiché desiderava entrare a far parte della 2nd West York Militia, come soldato semplice. Arrivando direttamente dai Royal Marines, gli fu permesso di mantenere la sua uniforme della RMA.
Sua moglie si spense il 9 giugno 1860, vittima della tubercolosi polmonare. Si risposò il 15 agosto 1868 con Mary Ann Lolley, ma non ebbe figli nemmeno da questo matrimonio.
Si spense a York il 22 settembre 1887, ricevendo un funerale con tutti gli onori militari, con il corteo preceduto da una banda. Fu sepolto in una fossa pubblica nel cimitero della città. Tra la sua morte e il 1892, gli ufficiali della Royal Marine Artillery fecero erigere in suo onore una lapide commemorativa. Le sue medaglie furono acquistate all'asta nel 1918 dagli ufficiali del Royal Marine Artillery e ora possono essere ammirate presso la Medal Room del Royal Marines Museum, a Eastney, Southsea, Hants.

### Annotazioni
1. ↑  Fu uno dei primi 62 uomini ad essere decorato con la medaglia ad Hyde Park dalla regina Vittoria il 26 giugno di quell'anno. Oltre all'onorificenza gli fu assegnata una pensione di dieci sterline all'anno, pagabile trimestralmente.

### Fonti
1. 1 2 3 4 5 6 7  Memorialstovalour
2. 1 2 3 4 5 6 7 8 9 10 11 12 13  Tattersfield
3. ↑  (EN) The London Gazette (PDF), n. 21917, 24 febbraio 1857.